# Spargania continuata
Spargania continuata är en fjärilsart som beskrevs av Achille Guenée 1858. Spargania continuata ingår i släktet Spargania och familjen mätare. Inga underarter finns listade i Catalogue of Life.